# Maria Howell
Wanda Maria Howell (Gastonia, 11 maggio 1950) è un'attrice statunitense.

## Filmografia parziale

### Cinema
- Il colore viola (The Color Purple), regia di Steven Spielberg (1985) - non accreditata
- Daddy's Little Girls, regia di Tyler Perry (2007)
- Mississippi Damned, regia di Tina Mabry (2009)
- The Blind Side, regia di John Lee Hancock (2009)
- Che cosa aspettarsi quando si aspetta (What to Expect When You're Expecting), regia di Kirk Jones (2012)
- Little Red Wagon, regia di David Anspaugh (2012)
- Hunger Games: La ragazza di fuoco (The Hunger Games: Catching Fire), regia di Francis Lawrence (2013)
- Addicted - Desiderio irresistibile (Addicted), regia di Bille Woodruff (2014)
- The Good Lie, regia di Philippe Falardeau (2014)
- The Divergent Series: Allegiant, regia di Robert Schwentke (2016)
- Il diritto di contare (Hidden Figures), regia di Theodore Melfi (2016)

### Televisione
- Un bacio prima di uccidere (Linda) - film TV (1993)
- Sogni infranti (Scattered Dreams) - film TV (1993)
- Devious Maids - Panni sporchi a Beverly Hills (Devious Maids) - 8 episodi (2013)
- Revolution - 10 episodi (2012-2014)
- Saints & Sinners - 15 episodi (2016-2018)
- Sacrifice - 7 episodi (2021)
- Beyond the Gates - soap opera (2025-in corso)

## Doppiatrici italiane
Nelle versioni in italiano delle opere in cui ha recitato, Maria Howell è stata doppiata da:
- Alessandra Cassioli in Criminal Minds, Devious Maids - Panni sporchi a Beverly Hills (ep. 1x04-11)
- Laura Boccanera in Revolution
- Micaela Incitti in Devious Maids - Panni sporchi a Beverly Hills (ep. 1x02)
- Valeria Perilli in Addicted - Desiderio irresistibile
- Crescenza Guarnieri ne Il diritto di contare